# Rigidoporus patellarius
Rigidoporus patellarius är en svampart som beskrevs av Corner 1987. Rigidoporus patellarius ingår i släktet Rigidoporus och familjen Meripilaceae.   Inga underarter finns listade i Catalogue of Life.